# Fritz von Waldenfels
Fritz von Waldenfels († 1450) löste die Waldenfelser Fehde aus und war später brandenburgischer Amtmann von Hohenberg.
Fritz von Waldenfels stammte aus der Familie von Waldenfels auf Wartenfels. Sein Vater war Caspar von Waldenfels, der den Familiensitz auf Burg Lichtenberg verlagerte. Nach dem Genealogen Johann Gottfried Biedermann war seine Mutter Margaretha von Schaumberg.
In der Waldenfelser Fehde plünderte Fritz von Waldenfels, zusammen mit seinem Bruder Hans, Kaufmannszüge der Reichsstädte Nürnberg, Windsheim und Rothenburg. Als Nürnberger Kriegsvolk die Burg Lichtenberg belagerte, eilte er nach Böhmen und sammelte in Eger Entsatzungstruppen in Erwartung derer sich die Belagerer eilig zurückzogen. In Bamberger Gefangenschaft geraten, sahen sein Bruder und er sich gezwungen, sich in die Lehensabhängigkeit des Markgrafen Johann zu begeben. Er wurde zum Amtmann auf Burg Hohenberg ernannt.